# If I Needed Someone
If I Needed Someone (englisch für: Wenn ich jemanden bräuchte) ist ein Lied der britischen Band The Beatles aus dem Jahr 1965. Es erschien auf dem Album Rubber Soul.

## Hintergrund
If I Needed Someone wurde von George Harrison komponiert. Neben der Version der Beatles erschien gleichzeitig eine Fassung der Hollies. Beide wurden am 3. Dezember 1965 im Vereinigten Königreich veröffentlicht. Die Version der Hollies erschien als Single. Während die meisten vorher veröffentlichten Singles der Hollies Top-Ten-Hits wurden, erreicht ihre Version von If I Needed Someone im Vereinigten Königreich nur die untere Hälfte der Top 20, weswegen sie selbstkritisch die Aufnahme dieses Songs als Fehler bezeichneten.

## Aufnahmen
Die Beatles-Version von If I Needed Someone wurde von George Martin produziert, Toningenieure waren Norman Smith und Ken Scott. Die Rhythmusspur für den Song wurde im Studio 2 der Abbey Road Studios in One Take am 16. Oktober 1965 aufgenommen und knapp vor Mitternacht in einer Aufnahmesession dazwischengeschoben, die hauptsächlich für die Aufnahmen zu der neuen Single Day Tripper eingeplant war.
Paul McCartney spielte bei der Aufnahme seinen 1964er Rickenbacker-4001S-Bass für Linkshänder. Das markante, hell klingende Gitarrenriff spielte Harrison auf seiner zwölfsaitigen 1965er Rickenbacker 360/12 mit einem Kapodaster im siebten Bund ein. Am Nachmittag des 18. Oktober 1965 wurden schließlich der Gesang von Harrison doppelt aufgenommen, übereinandergelegt und der Hintergrundgesang von John Lennon und Paul McCartney ebenfalls eingesungen. Ringo Starr fügte noch ein Tamburin als weitere Klangfarbe hinzu. Die Monoabmischung des Titels entstand am 25. Oktober 1965, die Stereoabmischung einen Tag später am 26. Oktober 1965 – der Tag an dem die Beatles ihre MBE-Orden im Buckingham-Palast bekommen sollten. Beide Abmischungen sind im Boxset The Beatles in Mono enthalten. George Martin fertigte 1987 eine weitere Stereoabmischung für die erste CD-Veröffentlichung von Rubber Soul. Diese Version ist im The Beatles Stereo Box Set enthalten.

## Veröffentlichungen
- Am 7. Dezember 1965 erschien in Deutschland das zehnte Beatles-Album Rubber Soul, auf dem If I Needed Someone enthalten ist.
- In den USA platzierte Capitol Records If I Needed Someone auf dem Album Yesterday and Today, das am 20. Juni 1966 veröffentlicht wurde.
- Am 10. November 2023 wurde das Kompilationsalbum 1962–1966 erneut wiederveröffentlicht. Auf diesem befindet sich erstmals If I Needed Someone, hier in einer von Giles Martin und Sam Okell 2023 neu abgemischten Version.

## Coverversionen
- The Hollies erreichten 1965 mit ihrer Version des Liedes Platz 20 der britischen Hitparade.
- The Cryan’ Shames coverten den Song 1966 auf ihrem Debütalbum Sugar and Spice.
- The Kingsmen brachten If I Needed Someone 1966 als Single und auf ihrem Album Up and Away heraus.
- Stained Glass coverten den Song 1966 und brachten ihn als Single heraus. Sie verkaufte sich in einigen Teilen der USA so gut, dass 1967 eine kurze Tour an die Ostküste stattfand.
- Hugh Masekela coverte den Song 1966 auf seinem Album Hugh Masakela’s Next Album (MGM).
- Roger McGuinn nahm eine Version des Songs auf.
- George Harrison spielte das Lied 1991 während seiner Tournee in Japan. Harrison und Eric Clapton spielten deutlich längere Gitarrenüberleitungen zwischen den Strophen. Eine Aufnahme erschien 1992 auf dem Album Live in Japan.
- Golden Carillo (Annie Golden, Frank Carillo) veröffentlichten 1993 eine Coverversion des Songs auf ihrem Studioalbum Toxic Emotion und als Single.
- Type O Negative coverten den Song für ihr 1999er Album World Coming Down als Teil eines Medleys, das auch Day Tripper und I Want You (She’s So Heavy) enthält.
- Les Fradkin coverte das Stück zweimal: als instrumentale Gitarrenversion auf seiner CD While My Guitar Only Plays und als Version mit Gesang auf Love You 2.
- Eric Clapton spielte eine Coverversion des Liedes beim Concert for George im Jahr 2002.
- The Bacon Brothers coverten den Song 2005 für ihr Album White Knuckles.
- Das Studioalbum Witness von Show of Hands aus dem Jahr 2006 beinhaltet eine Coverversion des Songs.
- Für das Projekt The Beatles Complete On Ukulele entstand eine deutschsprachige Coverversion mit dem Titel Wenn Du einmal jemanden brauchst von Christian Jahl aus dem Jahr 2010.